# Megaselia conspicualis
Megaselia conspicualis är en tvåvingeart som först beskrevs av Malloch 1912.  Megaselia conspicualis ingår i släktet Megaselia och familjen puckelflugor.
Artens utbredningsområde är Kalifornien. Inga underarter finns listade i Catalogue of Life.